# Оракл-парк
Оракл-парк (англ. AT&T Park) — бейсбольный стадион, расположенный в пригороде Сан-Франциско (штат Калифорния, США) Саут оф Маркет. С 2000 года является домашней ареной клуба Главной лиги бейсбола «Сан-Франциско Джайентс».
Первоначально стадион назывался «Пасифик Белл-парк». В 2003 году, после покупки SBC Communications компании Pacific Bell, сооружение было переименовано в «SBC-парк», а после слияния SBC и AT&T в 2006 году — «AT&T-парк». В 2019 году права на название стадиона купила компания Oracle.
С 2002 по 2013 год на стадионе проводился ежегодный Файт Хангер Боул — студенческая боульная игра по американскому футболу, а в 2011 года здесь проводила свои домашние матчи студенческая команда по американскому футболу «Калифорния Голден Беарз».